# Marcel Seghers
Marcel Seghers (Bellingen, 13 februari 1937 - 29 mei 2018 ) was een Belgisch volksvertegenwoordiger.

## Levensloop
In 1956 werd hij lid van de liberale partij en in 1960 stichtte hij de lokale PVV-afdeling van Bellingen. Van 1970 tot 1976 was hij burgemeester van Bellingen. Na de fusie met Pepingen werd hij daar in 1977 gemeenteraadslid en na zes jaar in de oppositie werd hij er van 1983 tot 2006 schepen. In 2009 nam hij ontslag als gemeenteraadslid van Pepingen en verliet daarmee de politiek.
Seghers werd in juli 1994 VLD-volksvertegenwoordiger voor het arrondissement Brussel in opvolging van Annemie Neyts-Uyttebroeck en vervulde dit mandaat tot in mei 1995. In de periode september 1994-mei 1995 had hij als gevolg van het toen bestaande dubbelmandaat ook enkele maanden zitting in de Vlaamse Raad. De Vlaamse Raad was vanaf 21 oktober 1980 de opvolger van de Cultuurraad voor de Nederlandse Cultuurgemeenschap, die op 7 december 1971 werd geïnstalleerd, en was de voorloper van het huidige Vlaams Parlement.  
Hij was daarnaast ook voorzitter van FV Sport Beringen en van Sport en Cultuur Bellingen en ondervoorzitter van de plaatselijke VLD-afdeling in Pepingen. In 1958 richtte hij in Bellingen de jaarlijkse halfoogstfeesten op.